# Doktersgild van Helmont
Het Doktersgild Van Helmont werd gesticht in 1936. Het is een beroepsvereniging voor Nederlandstalige artsen in Brussel en omgeving. 
Het werkt nauw samen met andere Vlaamse verenigingen in het Brusselse, zoals het Vlaams Komitee voor Brussel, het Overlegcentrum van Vlaamse Verenigingen, de Geneesheren-Alumni van de Katholieke Universiteit Leuven en het Vlaams Geneeskundigenverbond (VGV).
In 1996 werd het zestigjarig jubileum gevierd met een feestelijke zitting en de uitreiking Doktersprijs Van Helmont aan professor Eric Ponette voor zijn actie ten bate van een eigen Vlaamse gezondheidszorg en sociale zekerheid.
In 2002 organiseerde het Doktersgild een symposium over "Geïntegreerde Nederlandstalige gezondheidszorg voor Brussel en omgeving". Daaruit groeiden de plannen voor een Nederlandstalig zorgnetwerk.
De huidige voorzitter is Dr. Robrecht Vermeulen.